# Sechzehnpunkt-Marienkäfer

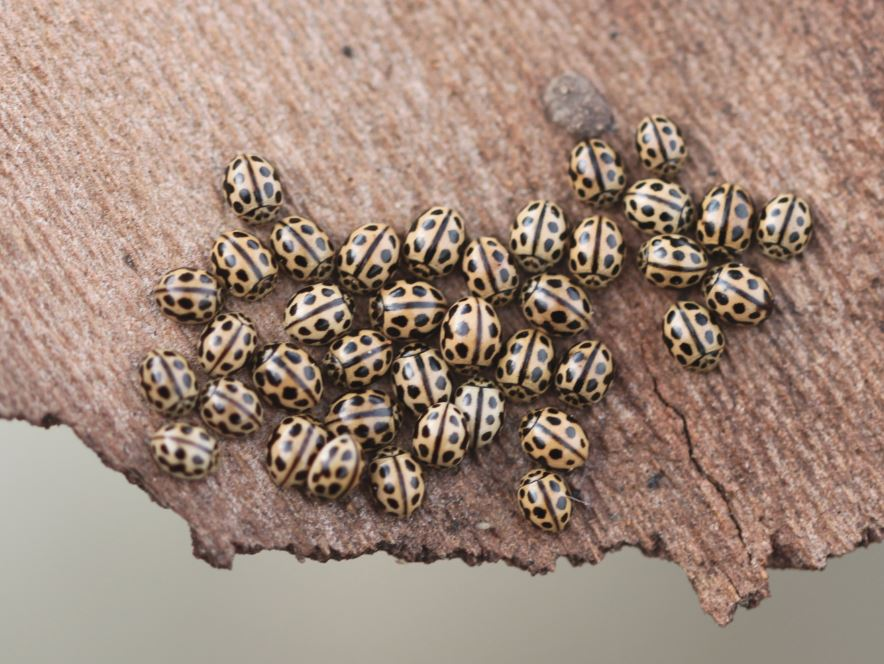
Aggregation von Käfern unter einem Rindenstück

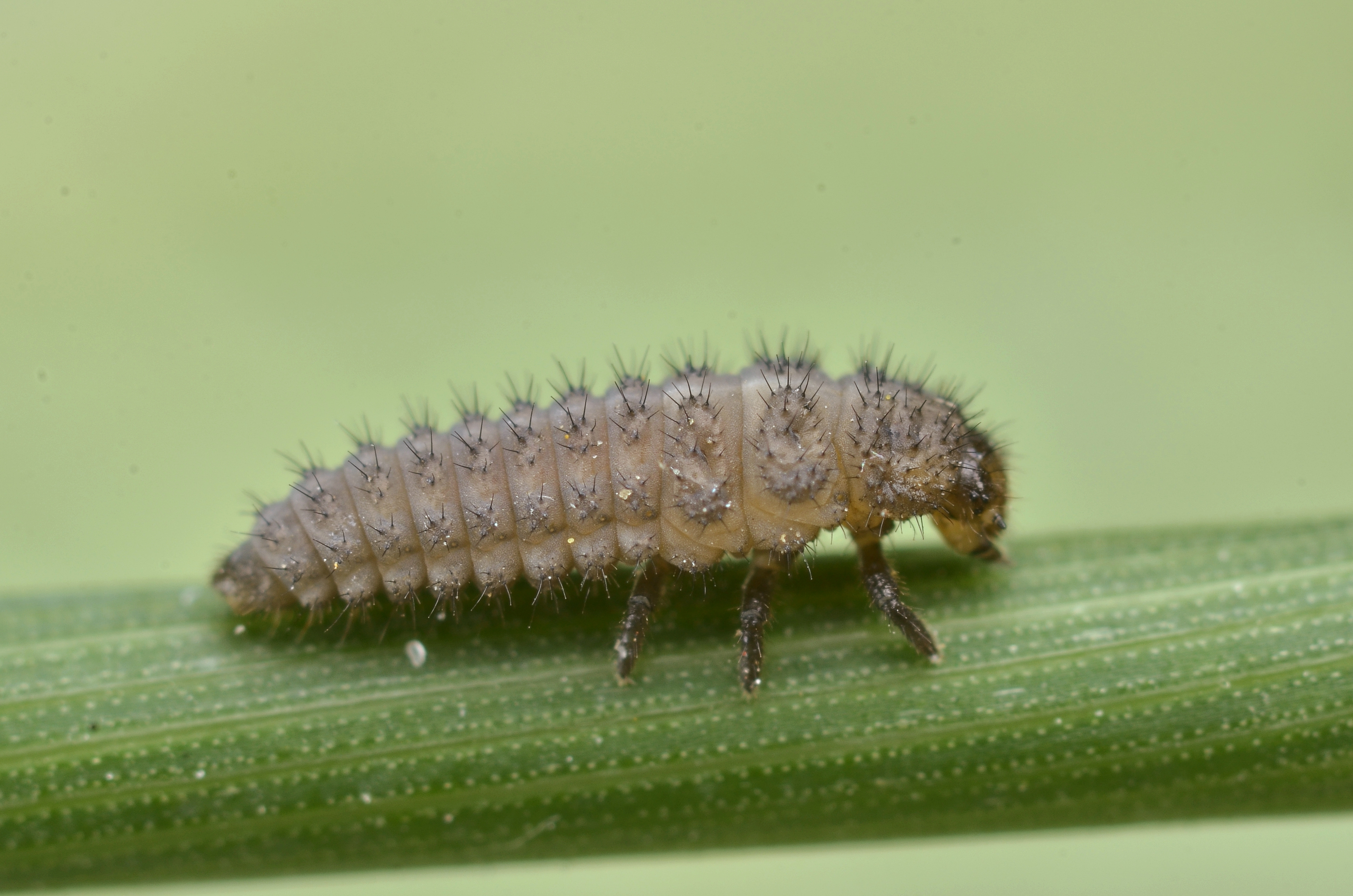
Larve

Der Sechzehnpunkt-Marienkäfer (Tytthaspis sedecimpunctata), auch Siebzehnpunkt genannt, ist ein Käfer aus der Familie der Marienkäfer (Coccinellidae).

## Beschreibung
Die Käfer werden etwa 2,5 bis 3,5 Millimeter lang und haben einen kugeligen, stark gewölbten Körper. Dieser ist hell gelb gefärbt und weist zahlreiche schwarze Flecken auf. Am Kopf des Weibchens sitzt in der Mitte einer, beim Männchen ist dagegen der Basalrand dunkel gefärbt. Auf dem Halsschild sitzen sechs Flecken, die je nach Tier unterschiedlich verwachsen sind, und auf den Deckflügeln befinden sich weitere 16 Flecken, die stark variabel ausgeführt sind und teilweise miteinander verschmelzen. Meist sind es die vier Flecken an den Seiten der Tiere. Die Flügeldeckennaht ist schwarz, kurz vor dem Schildchen (Scutellum) ist sie unmerklich verbreitert. Die ganze Körperoberfläche ist fein gepunktet. Ihre Fühler sind kurz und haben 11 Glieder. 

## Vorkommen
Die Käfer kommen in ganz Europa, außer im hohen Norden und Asien vor und wird nach Osten hin seltener. Man findet sie vor allem in Sandgebieten, an der Küste auf Dünen und an Flüssen, aber auch in Kulturlandschaften und auf Weiden, Mähwiesen und in Gärten. Sie kommen nicht über 400 bis 500 Meter Seehöhe vor.

## Lebensweise
Die Käfer überwintern in mitunter sehr großen Gruppen (Aggregation) zwischen Pflanzenteilen. Man findet sie zwischen März und Oktober.

## Nahrung
Die Käfer ernähren sich von Blattläusen.